# Рипе-Сан-Джинезио
Рипе-Сан-Джинезио (итал. Ripe San Ginesio) — коммуна в Италии, располагается в регионе Марке, в провинции Мачерата.
Население составляет 847 человек (2008 г.), плотность населения составляет 84 чел./км². Занимает площадь 10 км². Почтовый индекс — 62020. Телефонный код — 0733.
Покровителем коммуны почитается святой архангел Михаил, празднование 8 мая.

## Демография
Динамика населения:

## Администрация коммуны
- Официальный сайт: http://www.ripesanginesio.sinp.net/